# روبرتو ام. لویینگستون
روبرتو ام. لویینگستون (انگلیسی: Roberto M. Levingston; زاده ۱۰ ژانویهٔ ۱۹۲۰ – درگذشته ۱۷ ژوئن ۲۰۱۵) افسر (ارتش)، و سیاستمدار اهل آرژانتین بود.